# Årsta Park

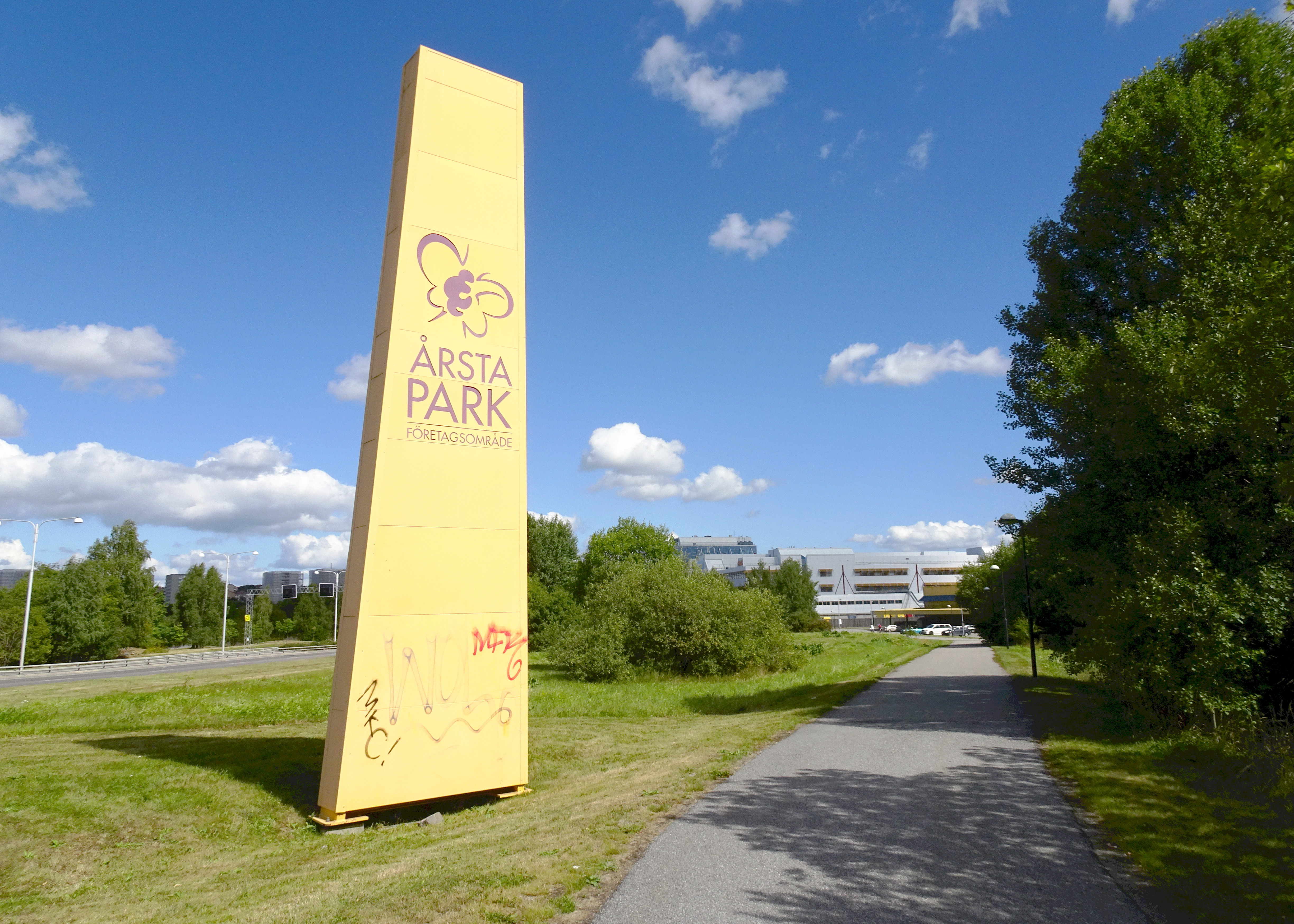
Årsta Park företagsområde, 2016.

Årsta Park (även kallad Årsta Park företagsområde) är ett industriområde för lätt industri och kontor belägen mellan Sockenvägen och Huddingevägen på västra delen av stadsdelen Enskedefältet i södra Stockholm. Årsta Park utgör idag, tillsammans med Årsta partihallar och Västberga industriområde, det enda strategiskt viktiga gods- och logistikområde nära centrala Stockholm.

## Historik
Marken för nuvarande företagsområdet på nordvästra Enskedefältet var tidigare platsen för Bägersta bytomt, omnämnd första gången 1353. Av Bägersta återstår numera en liten kulle med ett grönområde som är ett fornminne med RAÄ-nummer Brännkyrka 200:1.

### Företagsområdet

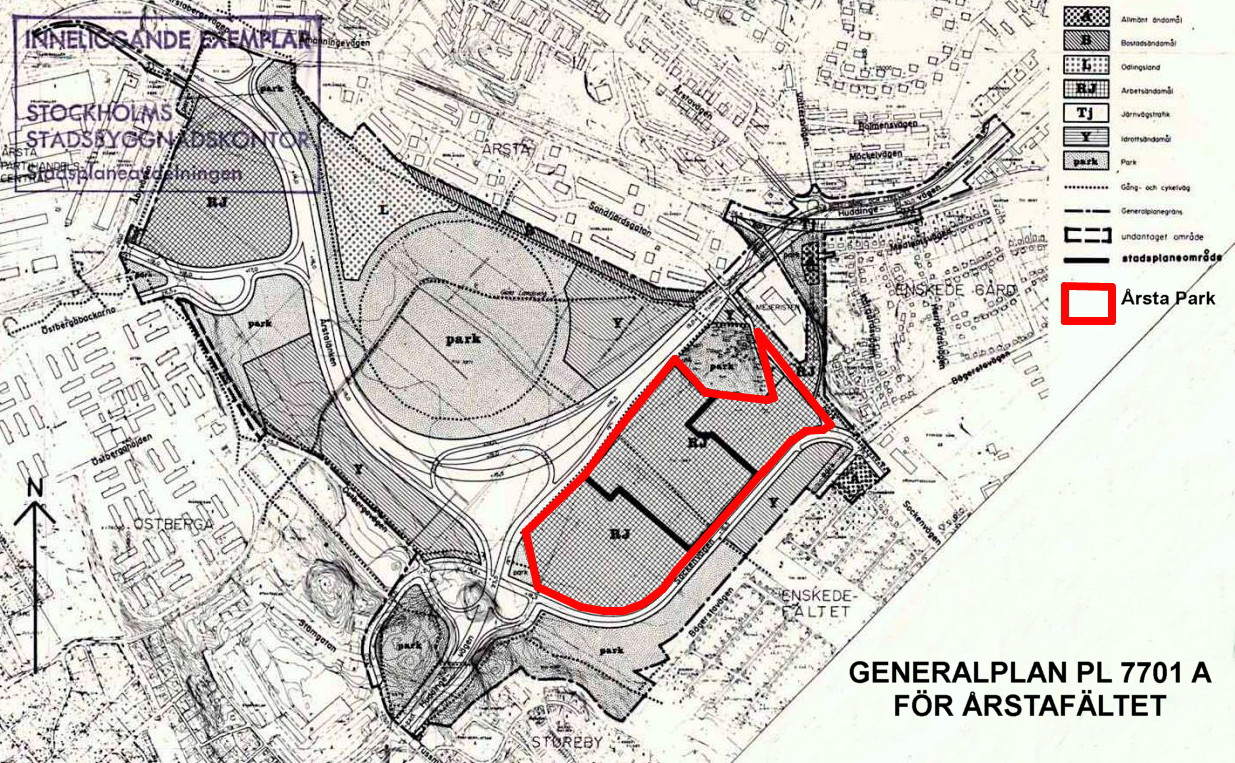
Generalplan för Årstafältet 1977.

Här planlades ett mindre industriområde i slutet av 1970-talet respektive slutet 1980-talet som följde Generalplan för Årstafältet (Pl 7701 A) som och fastställdes i mars 1977. Området döptes till Årsta Park eller Årsta Park företagsområde och är ett rent arbetsområde där verksamheter inom parti- och detaljhandel samt konsultföretag är etablerade. Marken är högt exploaterat och kontorsverksamheten dominerar. 
Närmast Huddingevägen finns ett stråk med parkmark (därav namnet Årsta Park). I norra delen behölls ett mindre område naturmark som motsvarar en del av Bägersta gamla bytomt. Årsta Park omfattar tre kvarter: Vasslan, Löpet och Ostmästaren, namnen inspirerades av närbelägna Enskedemejeriet i kvarteret Mejeristen. Från Sockenvägen leder två industrigator in i området: Ostmästargränd och Byängsgränd. Från norr förlängdes Enskedemejeriets industrispår som drogs parallellt med Sockenvägen längs med hela industriområdet söderut. Den fick dock knappt någon användning.
Största branscher är handel, utbildning, forskning och utveckling. I företagsområdet Årsta Park fanns 2010 cirka 125 arbetsställen med 3 800 anställda. Bland större företag som etablerade sig här 1984 var Martin Olssons storköks-cash (idag Martin & Servera Restaurangbutiker). Postnords stora Stockholm-Årsta postterminal invigdes 1989. Anläggningen ritades av Coordinator arkitekter och uppfördes av Diös. Bland andra större företag som ligger här idag märks Selecta AB (diversehandel), Ineko AB (trycksaker), Svenska Interpress AB (tidningsdistribution) och Grolls (yrkeskläder). I södra delen öppnade en St1-station och en Mc Donalds-restaurang. Den senare brann ner natten till fredagen den 4 september 2020. Polisen startade en förundersökning om mordbrand.

### Bilder

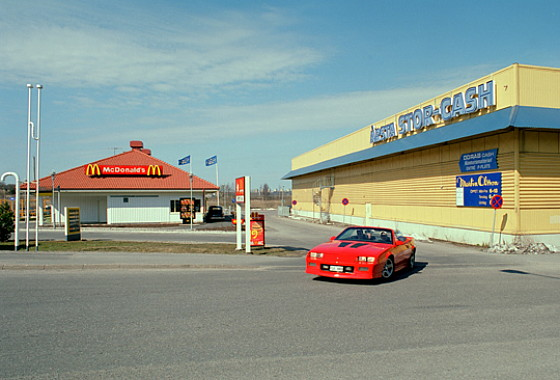
Martin Olssons stor cash och Mc Donalds 1998.
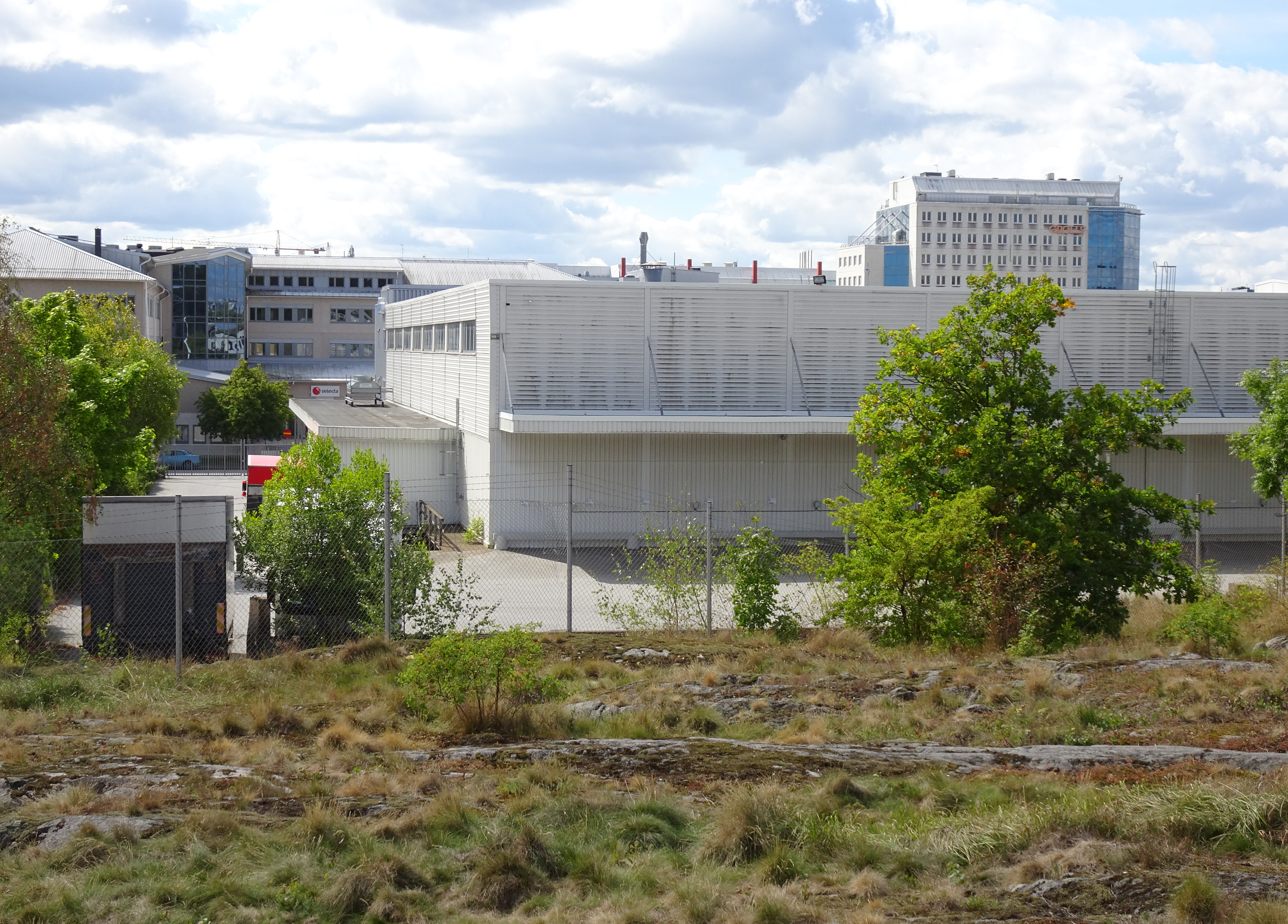
Området sett söderut från Bägersta gamla bytomt, 2016.
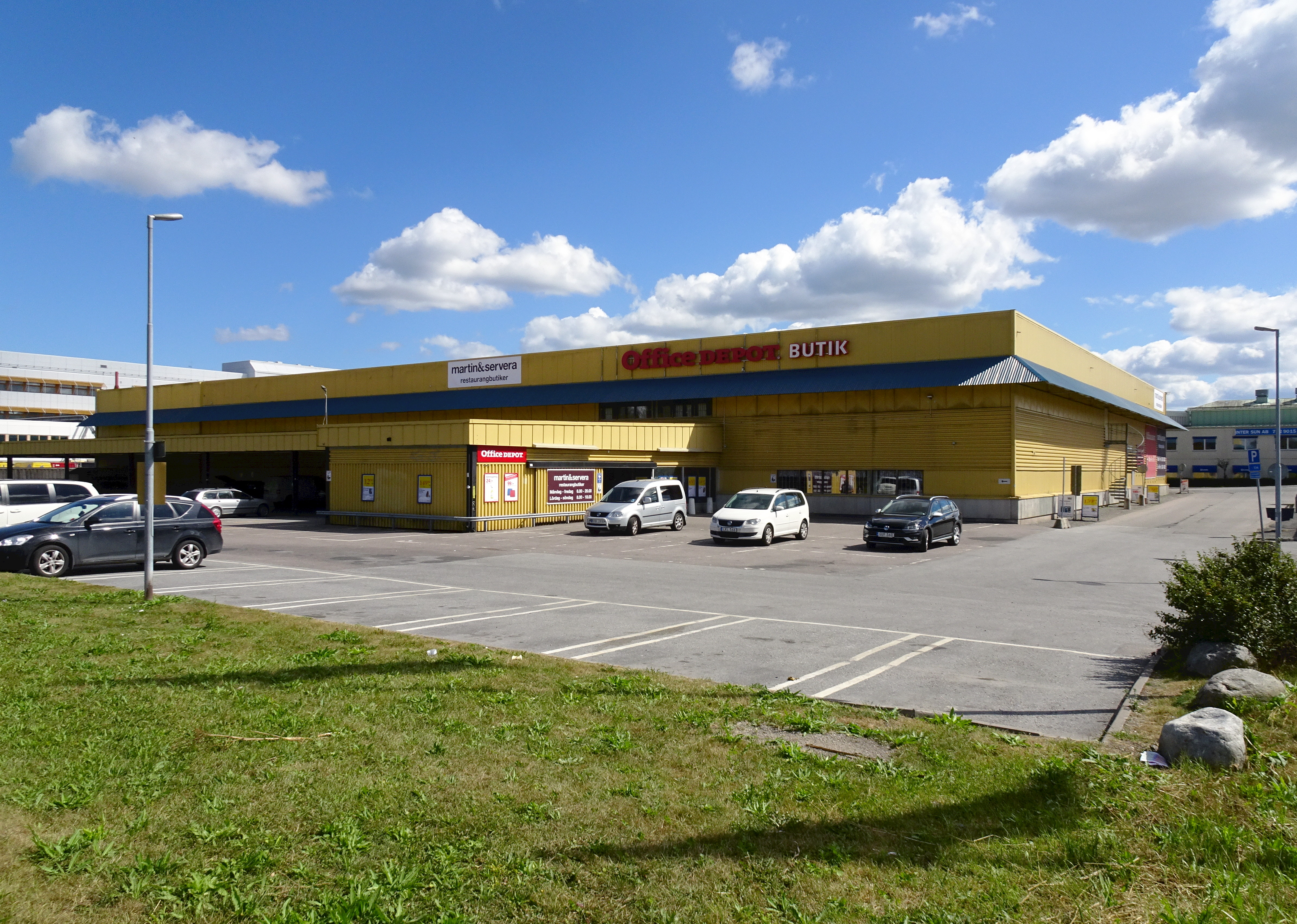
Martin & Servera Restaurangbutiker, 2016.
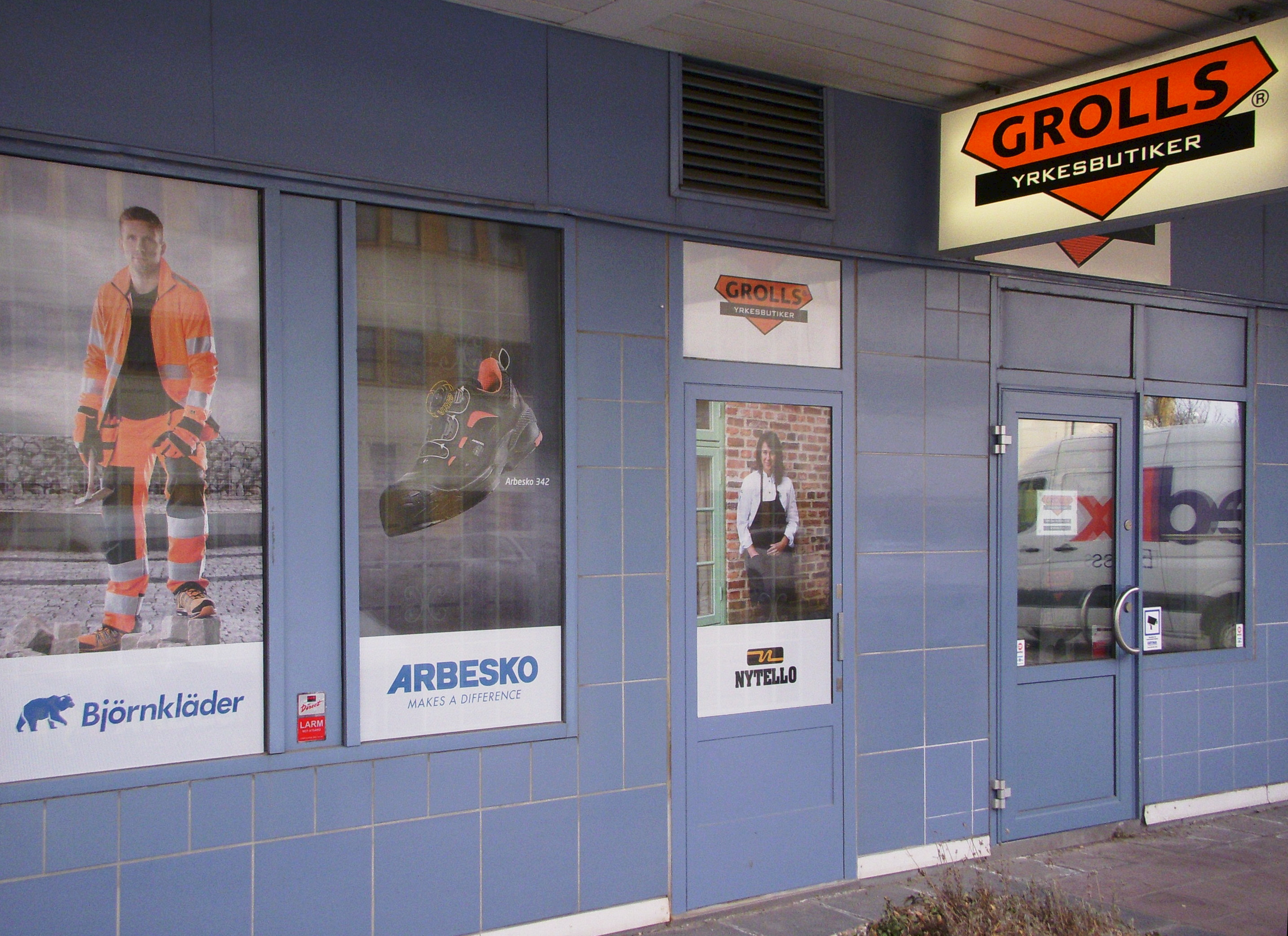
Grolls yrkesbutik, 2016.

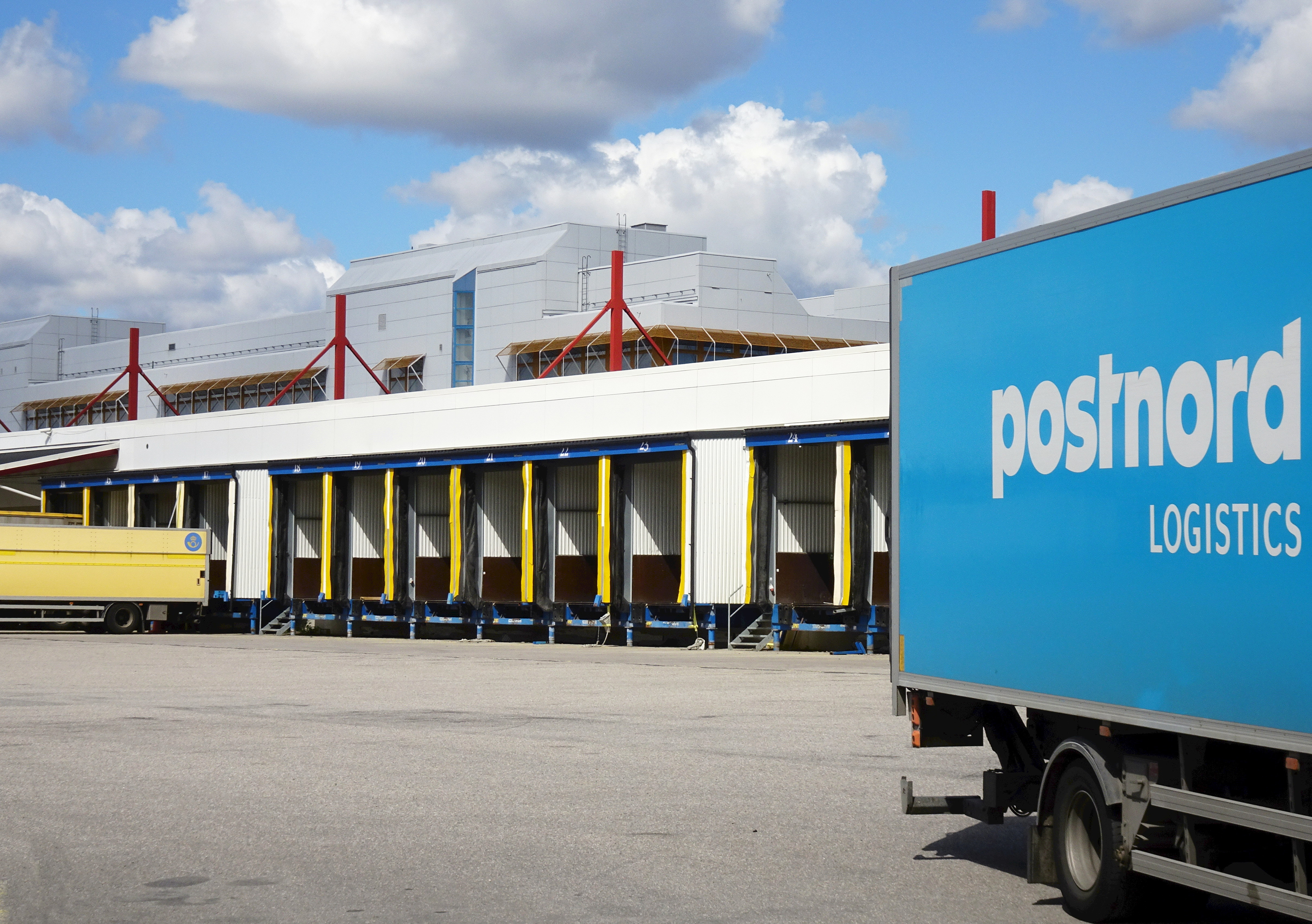
Årsta Postterminal, lastgården, 2016.
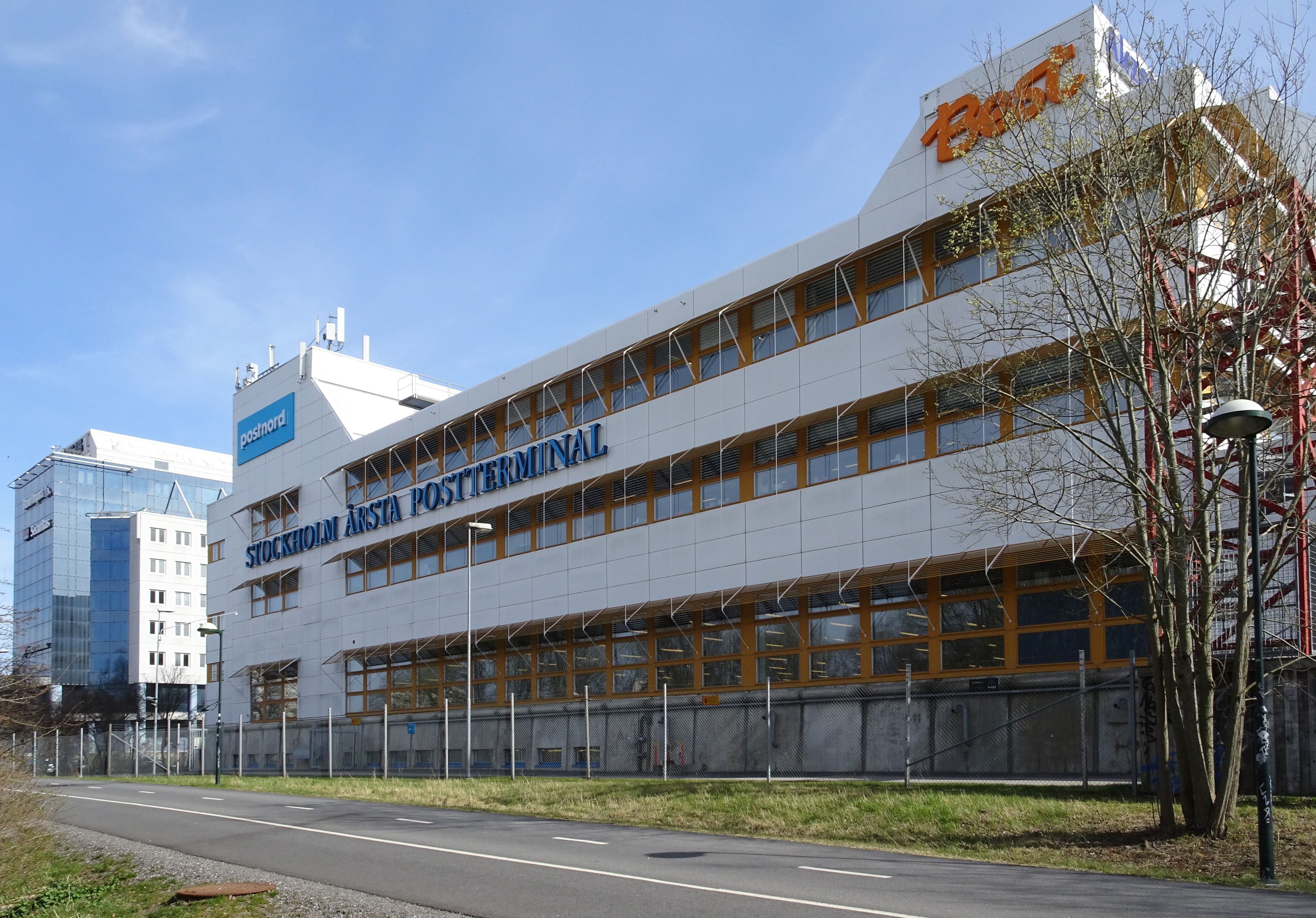
Årsta Postterminal, fasad mot Huddingevägen, 2020.
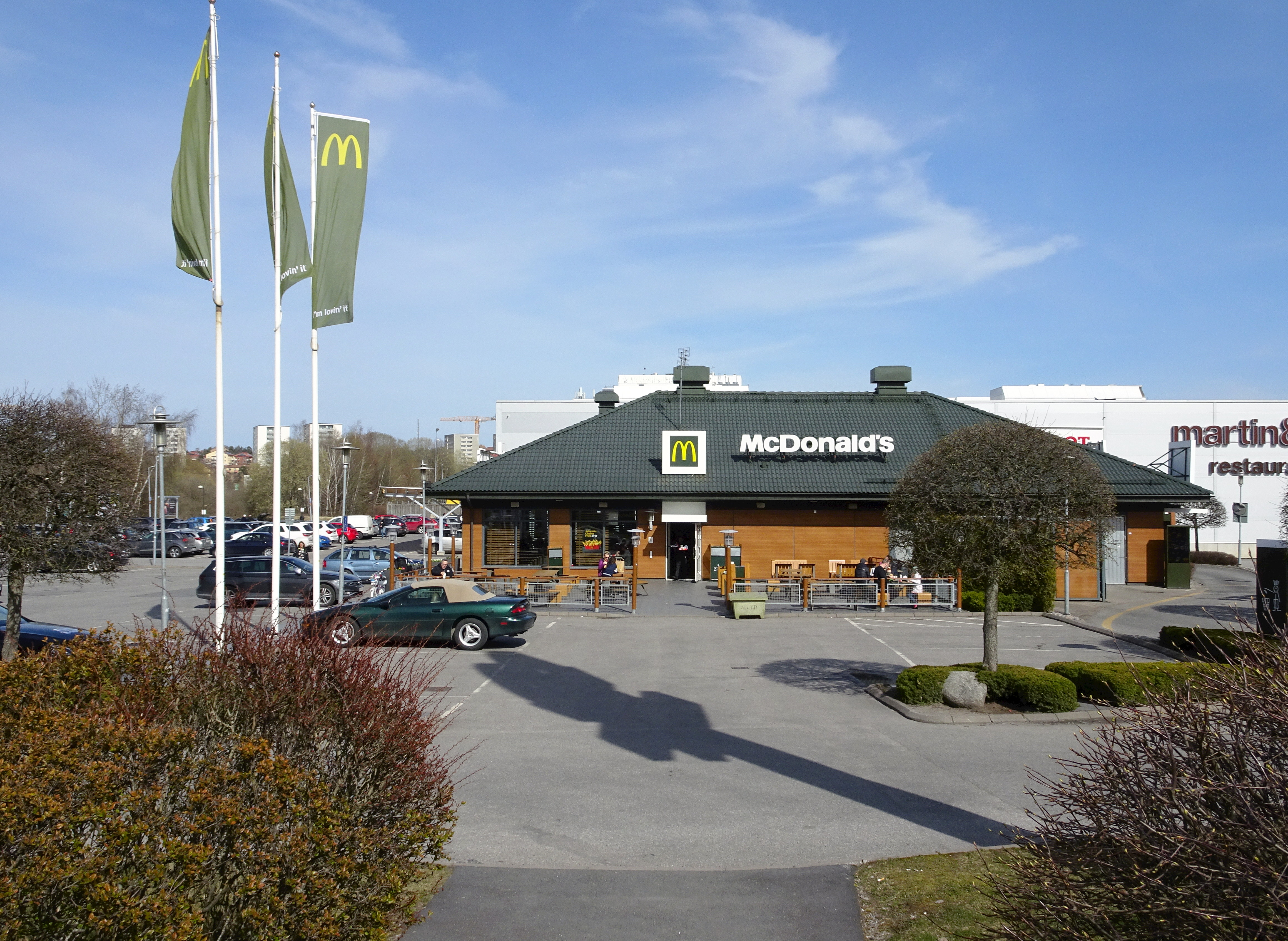
Mc Donalds april 2020. (brann ner natten till fredagen den 4 september 2020)
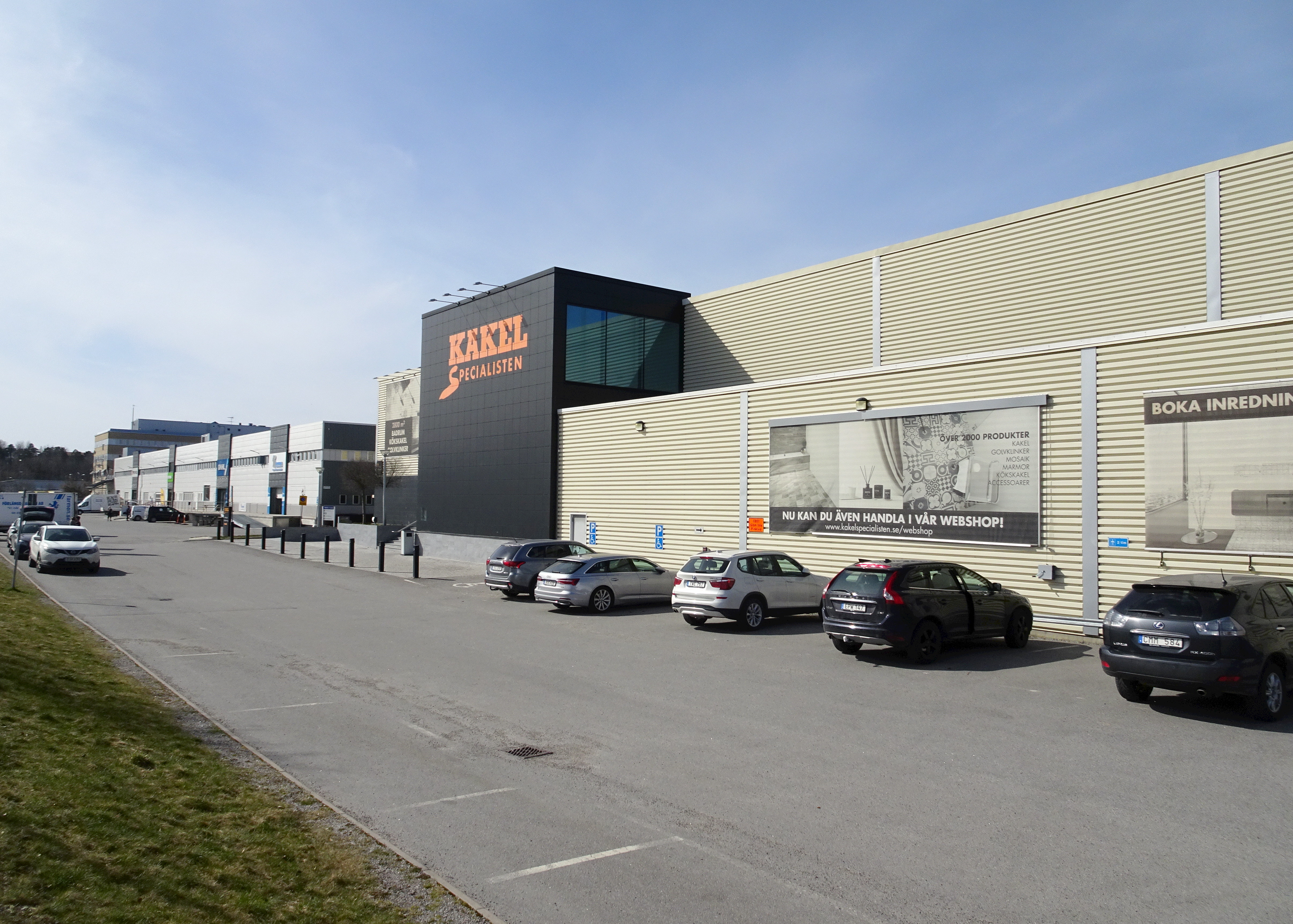
Kakelspecialisten, fasad mot Sockenvägen, 2020.